# Reynaldo dos Santos Silva
Reynaldo dos Santos Silva (Arapiraca, 24 augustus 1989) is een Braziliaanse voetballer die bij voorkeur als aanvallende middenvelder speelt. 

## Carrière
Reynaldo begon met voetballen in de jeugd van Sport Club do Recife. In 2007 maakte hij zijn debuut op het hoogste niveau, maar dat deed hij wel bij een nieuwe club: Clube Náutico Capibaribe. Ondanks weinig speelkansen werd de jonge Reynaldo opgemerkt door RSC Anderlecht, dat hem in 2008 naar België haalde. In 2009 kreeg hij een aanbod van AZ Alkmaar, maar Reynaldo besloot bij RSC Anderlecht te blijven. Zijn eerste speelminuten bij Anderlecht kreeg hij tegen KV Kortrijk.
Vanaf 1 januari 2009 werd Reynaldo voor een half seizoen door RSC Anderlecht uitgeleend aan Cercle Brugge. In mei 2010 werd bekend dat Reynaldo een jaar langer bij Cercle bleef. Op 16 november 2010 maakte Cercle publiek dat het met Anderlecht rond de tafel wilde zitten om Reynaldo definitief over te nemen. Nadien bleek dat Reynaldo toch terugkeerde naar Anderlecht. Op 22 december 2011 raakte bekend dat Reynaldo voor een half jaar werd uitgeleend aan KVC Westerlo. Op 31 januari 2013, de laatste dag van de winterse transferperiode, verkocht RSC Anderlecht Reynaldo aan FK Qarabağ. Met zijn club won hij de Premyer Liqası 2013/14 (tevens topscorer competitie), 2014/15, en 2015/16. Ook won hij tweemaal de Azerbeidzjaanse voetbalbeker. In 2017 speelde hij een half jaar voor Adanaspor. In januari 2018 ging Reynaldo voor FC Spartak Trnava spelen maar een maand later ging hij naar Aqtöbe FK.

## Spelerscarrière
| seizoen | club                     | land         | competitie            | wed. | goals |
| ------- | ------------------------ | ------------ | --------------------- | ---- | ----- |
| 2007/08 | Clube Náutico Capibaribe | Brazilië     | Campeonato Brasileiro | 7    | 0     |
| 2008/09 | RSC Anderlecht           | België       | Jupiler Pro League    | 0    | 0     |
| 2009/10 | RSC Anderlecht           | België       | Jupiler Pro League    | 3    | 0     |
| 2009/10 | → Cercle Brugge          | België       | Jupiler Pro League    | 14   | 4     |
| 2010/11 | → Cercle Brugge          | België       | Jupiler Pro League    | 33   | 7     |
| 2011/12 | RSC Anderlecht           | België       | Jupiler Pro League    | 1    | 0     |
| 2011/12 | → KVC Westerlo           | België       | Jupiler Pro League    | 14   | 8     |
| 2012/13 | RSC Anderlecht           | België       | Jupiler Pro League    | 2    | 0     |
| 2012/13 | FK Qarabağ               | Azerbeidzjan | Yüksək Dəstə          | 9    | 2     |
| 2013/14 | FK Qarabağ               | Azerbeidzjan | Yüksək Dəstə          | 31   | 22    |
| 2014/15 | FK Qarabağ               | Azerbeidzjan | Yüksək Dəstə          | 25   | 14    |
| 2015/16 | FK Qarabağ               | Azerbeidzjan | Yüksək Dəstə          | 14   | 5     |
| 2016/17 | FK Qarabağ               | Azerbeidzjan | Yüksək Dəstə          | 10   | 4     |
| 2016/17 | Adanaspor                | Turkije      | Süper Lig             | 9    | 0     |
| 2017/18 | Spartak Trnava           | Slowakije    | Fortuna Liga          | 0    | 0     |
| 2017/18 | FK Aktobe                | Kazachstan   | Premier Liga          | 11   | 3     |
|         |                          |              | Totaal                | 173  | 65    |